# Grote waterranonkel
De grote waterranonkel (Ranunculus peltatus) is een vaste waterplant, die behoort tot de ranonkelfamilie (Ranunculaceae).
De plant wordt 10–300 cm lang. De ondergedoken bladeren zijn fijnverdeeld. Vaak komen ook drijvende bladeren voor, die niervormig zijn met drie tot zeven lobben. Ook kunnen overgangsbladeren voorkomen, waarvan de lobben in draadvormige slippen eindigen. De steunblaadjes zijn omgekeerd eirond en zijn meer dan driekwart met de bladsteel vergroeid.
De grote waterranonkel bloeit van mei tot augustus met witte bloemen, die in het hart geel zijn. De kroonbladen zijn 0,6–3 cm lang, bedekken elkaar met de randen en hebben een langere dan brede honinggroef, die soms halvemaanvormig is. De afstaande, afvallende kelkbladen zijn 3–6 mm lang.
De vrucht is een dwarsgerimpelde dopvrucht met een haakje. Op de vrucht zit een mierenbroodje.
De plant komt voor in zoet, stilstaand tot vrij snel stromend water.
Er worden de volgende twee variëteiten onderscheiden:
- Ranunculus peltatus var. peltatus komt vooral voor in stilstaand water. De onderste ondergedoken bladeren zijn korter dan de stengelleden.
- Ranunculus peltatus var. heterophyllus komt vooral voor in stromend water. De onderste ondergedoken bladeren zijn even lang als of langer dan de stengelleden.

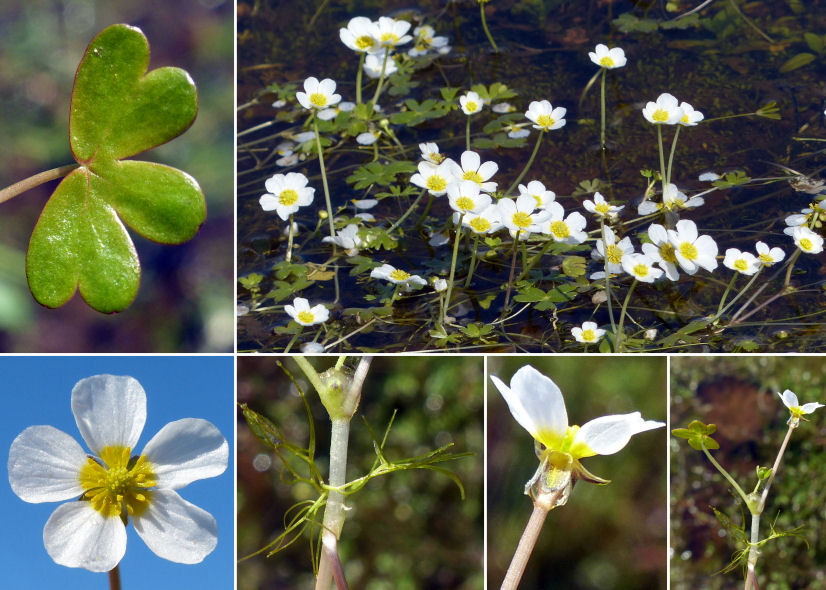
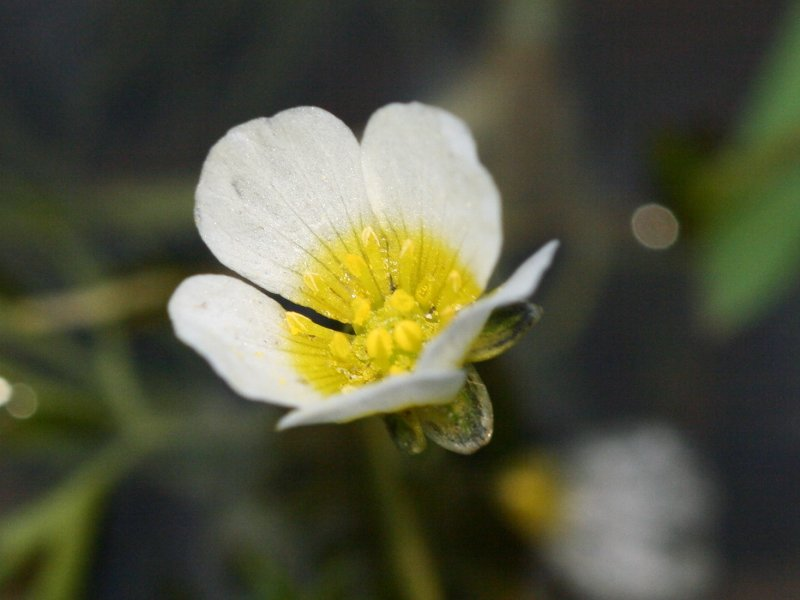
Bloem van Ranunculus peltatus var. peltatus